# Crni (Dobrinj)
Crni je majhen nenaseljen otoček v Jadranskem morju. Pripada Hrvaški.
Nahaja se v zalivu Soline, jezerskem zalivu na vzhodni obali otoka Krk. Nahaja se v vzhodnem delu zaliva Soline, tik nasproti mesta Klimno, približno devetdeset metrov od obale. Odprtemu morju je izpostavljen le z vzhoda. Približno deset metrov jugozahodno od njega je otoček Mali Školjić.
V državnem programu za zaščito in uporabo majhnih, občasno naseljenih in nenaseljenih otokov ter okoliškega morja Ministrstva za regionalni razvoj in sklade Evropske unije je otok Crni uvrščen med otoke z manjšo nadmorsko višino (skale različnih oblik in velikosti). Pripada občini Dobrinj.